# You Don't Have to Go
«You Don't Have to Go» — пісня американського блюзового музиканта Джиммі Ріда, випущена синглом у грудні 1954 року на лейблі Vee-Jay Records. Записана 29/30 листопада 1953 року в Чикаго (Іллінойс). У 1955 році пісня посіла 5-е місце в хіт-параді R&B Singles журналу «Billboard».
Пісню перезаписали інші виконавці, зокрема Джонні Шайнс, Фредді Кінг, Мадді Вотерс, Отіс Раш та ін.

## Оригінальна версія
Пісню написав сам Джиммі Рід. Запис відбувся 3 листопада 1955 в Чикаго (Іллінойс), в якому Ріду (вокал, губна гармоніка, гітара) акомпанували Едді Тейлор (гітара) і Альберт Кінг (ударні).
У грудні 1954 року випущена на лейблі Vee-Jay Records на синглі з «Boogie in the Dark» (інстр.) на стороні «Б». У 1955 році пісня посіла 11-е місце в хіт-параді R&B Singles журналу «Billboard».
1958 року пісню включено до альбому-компіляції I'm Jimmy Reed, а в 1961 році до Jimmy Reed at Carnegie Hall, виданих на Vee-Jay. 8 листопада 1966 року Рід перезаписав пісню для альбому The New Jimmy Reed Album, що вийшов у 1967 році на BluesWay. Ріду (вокал, гітара, губна гармоніка) акомпанували Вільям «Лефті» Бейтс і Джиммі Рід-молодший (гітара), Джиммі Грешем (бас) і Ел Данкан (ударні).

## Інші версії
Також пісню записали й інші музиканти, серед яких Барбара Лінн (вересень 1962), Рокін Сідні (1963), Джук Бой Боннер (1967), Джонні Шайнс для Johnny Shines with Big Walter Horton (1969), Фредді Кінг для My Feeling for the Blues (1970), Мадді Вотерс (червень 1971) для Live (At Mr. Kelly's) (1971), Луїзіана Ред для Louisiana Red Sings the Blues (1972), Фредді Кінг для Woman Across the River (1973), The Siegel-Schwall Band (1974), Джеймс Коттон для Live & On the Move (1976), Отіс Раш для Troubles, Troubles (1978), Лонні Брукс (1984), Лакі Пітерсон (1984), Пайнтоп Перкінс (1992), Гоумсік Джеймс для My Home Ain't Here (2004) та ін.